# El Soldado
El Soldado är en ort i Mexiko.   Den ligger i kommunen Apaseo el Alto och delstaten Guanajuato, i den centrala delen av landet, 180 km nordväst om huvudstaden Mexico City. El Soldado ligger 2 018 meter över havet och antalet invånare är 255.
Terrängen runt El Soldado är platt åt sydost, men åt nordväst är den kuperad. Runt El Soldado är det ganska tätbefolkat, med 78 invånare per kvadratkilometer. Närmaste större samhälle är El Pueblito, 16,5 km norr om El Soldado. Omgivningarna runt El Soldado är en mosaik av jordbruksmark och naturlig växtlighet.